# Харківська телевежа
Ха́рківська телеве́жа — суцільнометалева просторова ґратована телевізійна вежа висотою 240,7 метрів, що знаходиться у місті Харків. Частково зруйнована в результаті російського ракетного удару ракетою Х-59 22 квітня 2024 року.
Розташована в п'ятистах метрах від вул. Олексія Дерев'янка вглиб лісопарку. Є найвищою спорудою на території міста і п'ятою за висотою (240,7 м) телевежею в Україні, її випереджають Київська (380 м), Донецька (360,5 м), Вінницька (309 м), та Новодністровська (250 м) телевежі.

## Опис

Будівництво телевежі

Сітчаста секційна вежа, утворена зі сітчастої оболонки, що підіймається до середини стовбура. Така конструкція є зручною для монтажу, відрізняється більш надійною роботою при опусканні фундаменту, а також значно спрощено з'єднання центрального стовбура і бази.
Харківська телевежа складається з несучих поясів, ребер, що з'єднують пояси вежі по периметру, елементів діафрагм і розгорток, які утворюють плоскі ферми, розташовані в вертикальних площинах. Ці площини проходять через осі, поясів, що чергуються (у поперечному перерізі вежі через один). При цьому подібне чергування змінюється в кожній секції вежі по її висоті в кожних двох сусідніх секціях поясів, через які проходять вертикальні площини. Чергування за висотою плоских ферм в сусідніх секціях вежі забезпечує роз'єднання поясів в декількох площинах.
Весь комплекс телецентру запущений в експлуатацію 12 грудня 1981 року. Башта побудована за проєктом УкрНДІпроектстальконструкції.

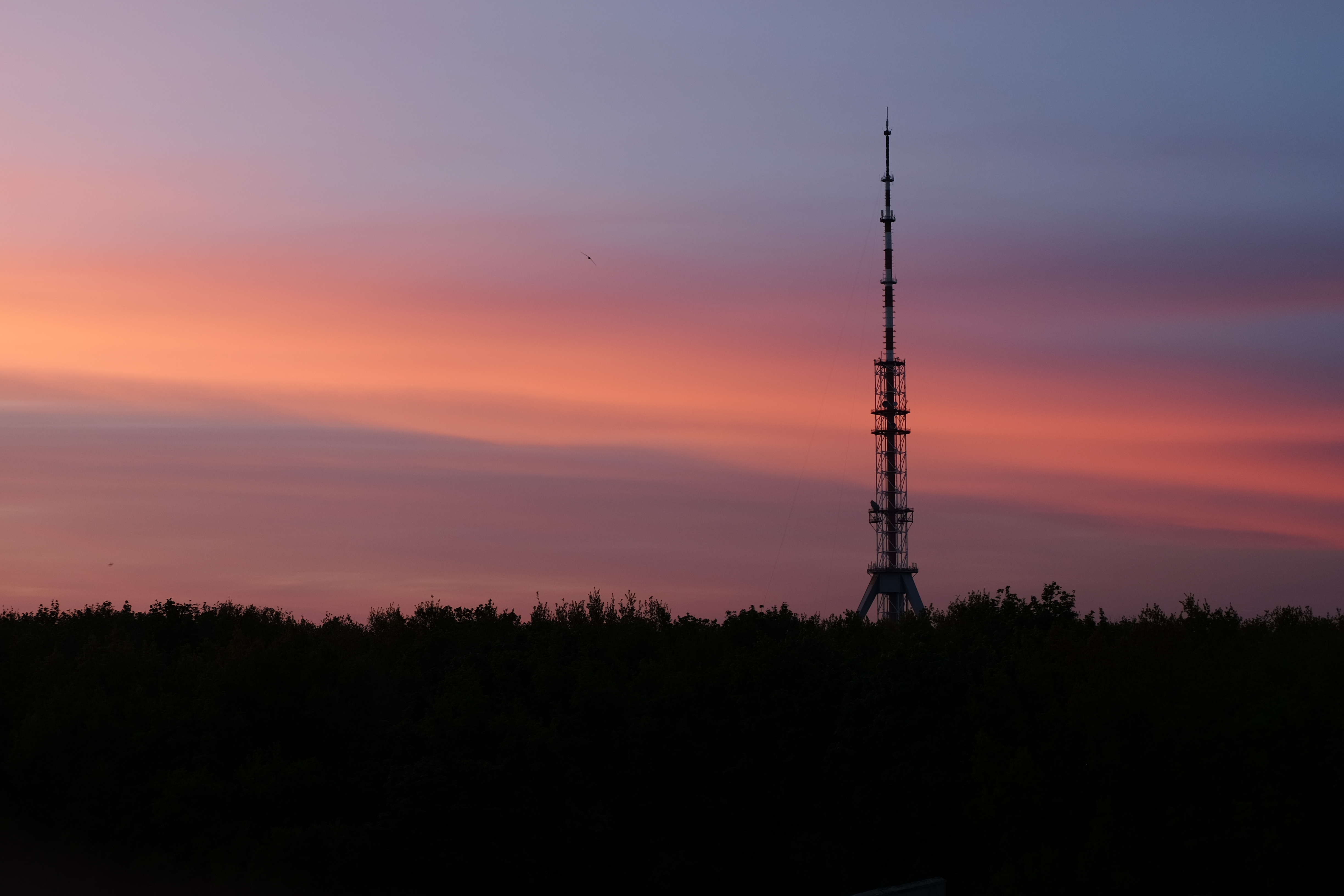
Харківська телевежа ввечері

З відмітки 140 м і до вершини башту змонтували з тринадцяти 10-тонних блоків за допомогою вантажних вертольотів Мі-10К.

## Пошкодження
О 14:00 6 березня 2022 року внаслідок авіанальоту російських військ на місто Харків, російським бомбардувальником Су-34 було завдано два бомбові удари по телевежі. Літак був збитий українським ВПС ЗСУ, льотчик катапультувався і був узятий у полон. В результаті удару телевежа вийшла з ладу на деякий час, отримала фізичну шкоду опор. Телевежа вистояла.

О 16:37 22 квітня 2024 року по телевежі було задано повторний удар ракетою X-59. В результаті верхня частина башти впала, жертв немає.

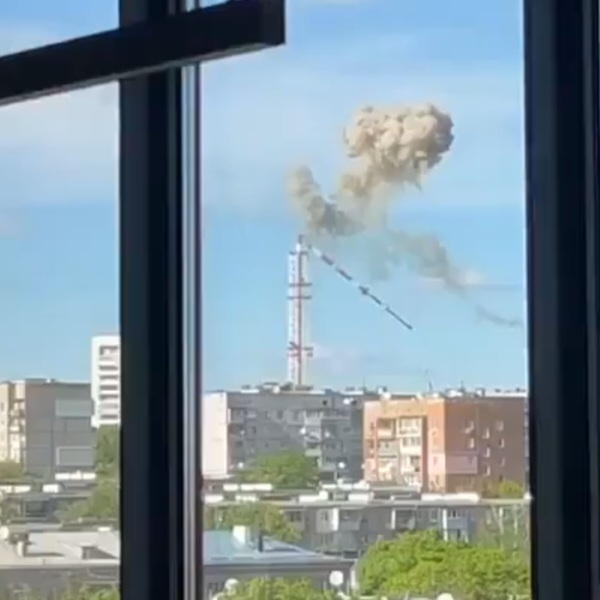
Падіння вежі
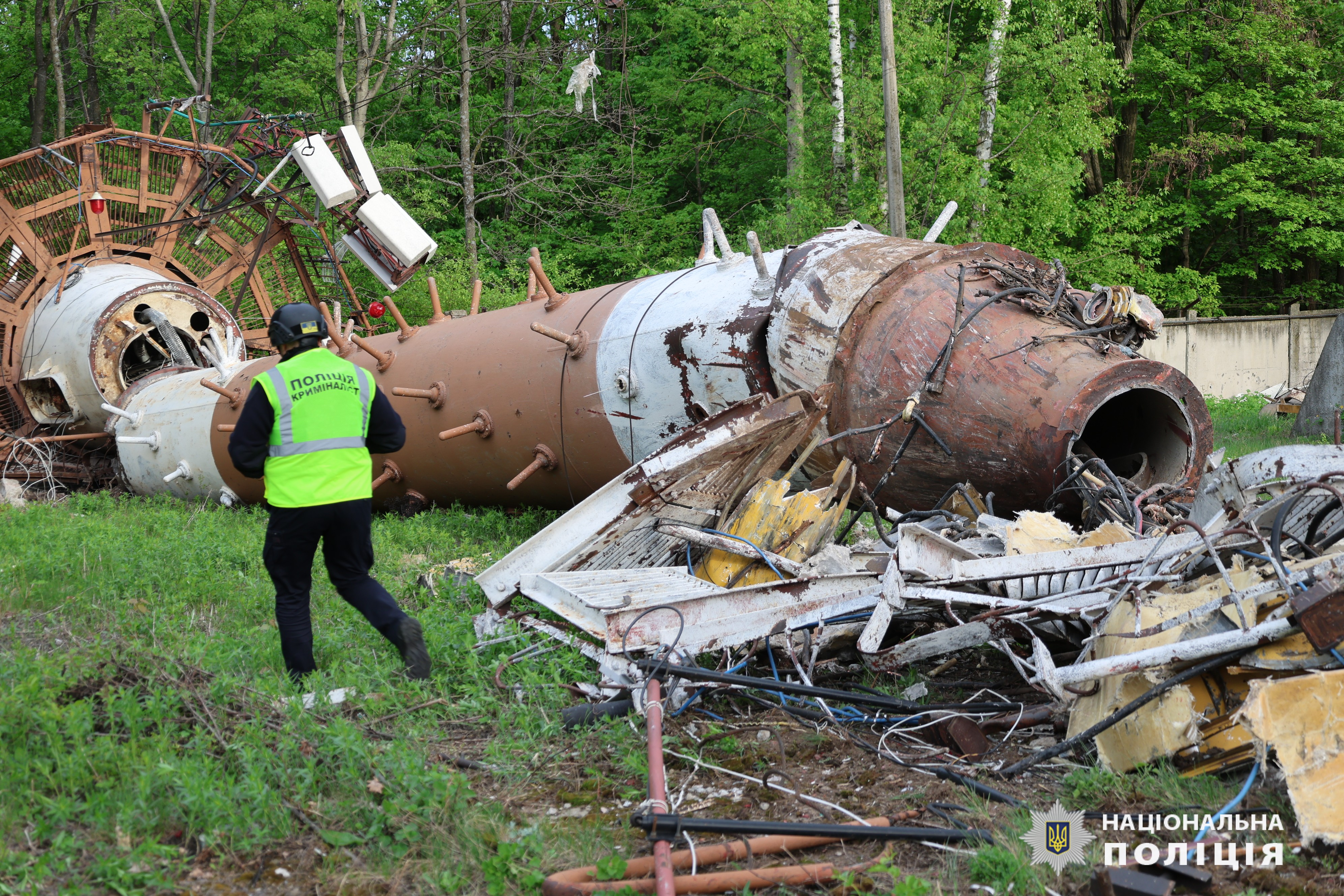
Фрагмент вежі після обстрілу
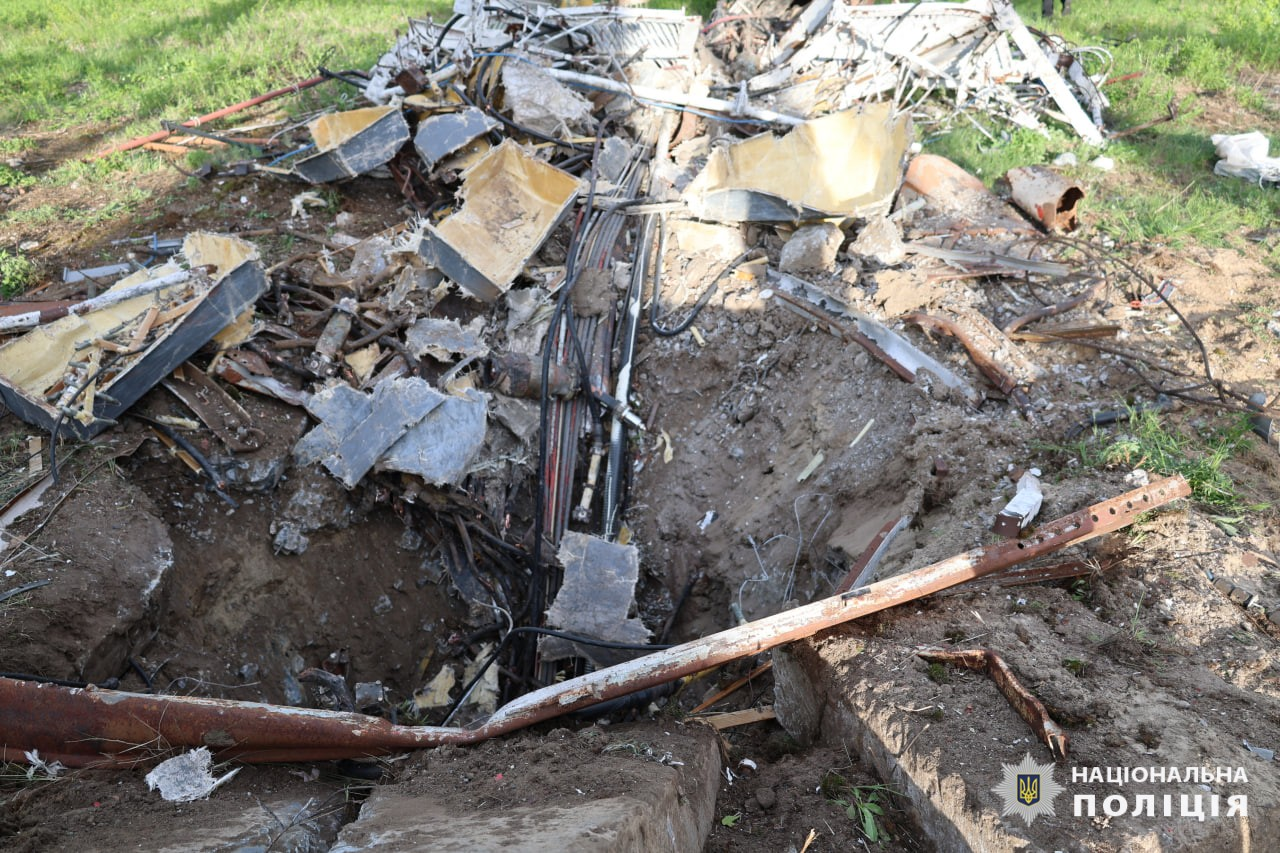
Воронка
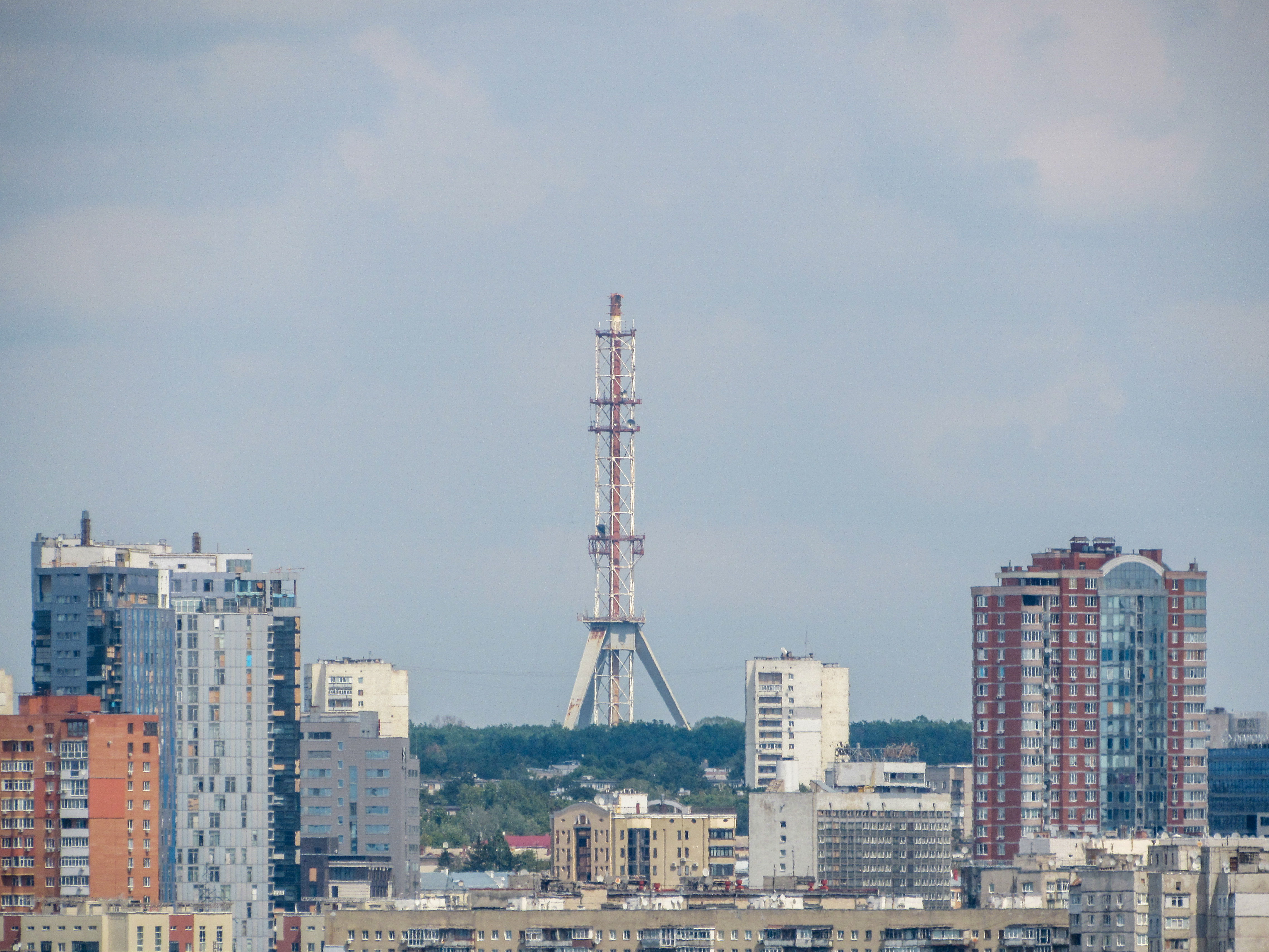
Частково зруйнована вежа

## Радіомовлення
Радіостанції, які мовлять з телевежі Концерну радіомовлення, радіозв'язку та телебачення.

### УКХ-радіостанції
- 69.2 (УКХ) Радіо Еммануїл
- 69.8 (УКХ) Радіо Марія

### FM-радіостанції
- 91.6 FM — Радіо Культура
- 92.2 FM — Радіо Накипіло
- 93.1 FM — Слобожанське FM
- 97.1 FM — Novaline Radio
- 105.2 FM — Люкс FM
- 107.0 FM — Радіо НВ
- 107.4 FM — Країна ФМ

## Телевізійне мовлення

### Аналогове
- 7. 7 канал
- 9. Перший

### Цифрове мовлення
- 31 — 1 мультиплекс
- 35 — 2 мультиплекс
- 48 — 3 мультиплекс
- 58 — 5 мультиплекс
- 10 — 7 мультиплекс